# Little Skellig
Little Skellig (en irlandais : Sceilg Bheag) est une île de la côte sud-ouest de l'Irlande. Avec l'île voisine de Skellig Michael, elle forme l'archipel des îles Skellig.
À une quinzaine de kilomètres au sud-ouest de la pointe de l'Irlande, dans le comté de Kerry, elle se présente comme un rocher abrupt, totalement inabordable et peuplé d'une colonie de phoques et d'oiseaux de mer : fous de Bassan, guillemots, macareux, pétrels, etc. Les fous de Bassan notamment y sont si nombreux que des pans entiers de rocher semblent blancs, lorsqu'ils sont vus à distance.